# Roscio (Bolívar)
Pour les articles homonymes, voir Roscio.
Roscio est l'une des onze municipalités de l'État de Bolívar au Venezuela. Son chef-lieu est Guasipati. En 2011, la population s'élève à 21 750 habitants.

## Géographie

### Subdivisions
La municipalité est divisée en deux territoires, une seule paroisse civile et une section capitale (en italiques et suivie d'une astérisque) avec, chacune à sa tête, une capitale (entre parenthèses) :
- Salom (El Miamo) ;
- Section capitale Roscio * (Guasipati).